# Klute
Klute, pseudonimo di Thomas Harold George Withers, detto Tom (Londra, ...), è un disc jockey e produttore discografico inglese di genere drum and bass.
Ha cominciato a produrre il suo primo LP dal 1998.

## Discografia
- Casual Bodies - Certificate 18 (1998)
- Fear of People - Certificate 18 (2000)
- Lie, Cheat & Steal - Commercial Suicide (2003)
- No One's Listening Anymore - Commercial Suicide (2005)
- The Emperor's New Clothes - Commercial Suicide (2007)
- Music For Prophet - Commercial Suicide (2010)